# 1980'erne
Århundreder: 19. århundrede – 20. århundrede – 21. århundrede
Årtier: 1930'erne 1940'erne 1950'erne 1960'erne 1970'erne – 1980'erne – 1990'erne 2000'erne 2010'erne 2020'erne 2030'erne
År: 1980 1981 1982 1983 1984 1985 1986 1987 1988 1989

## Begivenheder
Verden
- Bulletin board systemer og FidoNet blev populære.
- CNN var blandt de første til at lave 24-timers nyhedskanal.
- Glasnost og perestrojka i Sovjetunionen, Berlinmurens fald.
- John Lennon skydes ned på gaden foran Dakota-bygningen i New York af den sindsforvirrede fan Mark David Chapman. Lennon-væg bliver lavet i Prag, og vedligeholdt af John Lennons fans.
- Mordforsøg på den amerikanske præsident Ronald Reagan.
- Mordet på den svenske statsminister Olof Palme.
- MTV blev startet og ændrede musikindustrien.
- Pc'en blev udbredt.
- Steven Spielbergs E.T. the Extra-Terrestrial fik biografpremiere.
- Tjernobylulykken i Ukraine, Sovjetunionen.
- Bhopalulykken i Indien.
- Udbredelsen af AIDS.
- Kong Charles indgik ægteskab med Lady Diana Spencer, der så blev kendt som Prinsesse Diana.

Danmark
- I 1982 blev Anker Jørgensens regering afløst af Schlüter-regeringen. Schlüters Firkløverregering gennemførte kartoffelkuren i Danmark for at fremme opsparing og mindske gæld.

- Kanal 2 begyndte at sende.
- TV 2 blev etableret i Danmark.
- Blekingegade-sagen blev afdækket.

## Verdens ledere
- USA's præsident Jimmy Carter til 20. januar 1981
- USA's præsident Ronald Reagan 20. januar 1981 – 20. januar 1989
- USA's præsident George H.W. Bush fra 20. januar 1989
- Storbritanniens premierminister Margaret Thatcher - hele årtiet
- Sovjetunionens generalsekretær Mikhail Gorbatjov fra 11. marts 1985
- Vesttysk kansler Helmut Schmidt blev afløst af Helmut Kohl 1. oktober 1982 – årtiet ud
- Frankrigs præsident François Mitterrand fra 21. maj 1981 – årtiet ud
- Cubas diktator Fidel Castro hele årtiet.
- Chiles diktator Augusto Pinochet hele årtiet.
- Nordkoreas diktator Kim Il-sung hele årtiet.
- Kinas Kommunistiske Partis generalsekretær Deng Xiaoping hele årtiet.
- Israels premierminister Menachem Begin hele årtiet.
- Egyptens præsident Anwar Sadat  til 6. oktober 1981
- Egyptens præsident Hosni Mubarak fra 14. oktober 1981
- Iraks diktator Saddam Hussein - hele årtiet.
- Libyens diktator Muammar Gaddafi - hele årtiet.
- Det palæstinensiske selvstyre - Yasser Arafat - hele årtiet.
- Pave Johannes Paul 2. - hele årtiet.

## Skuespillere
- Dan Aykroyd, Harold Ramis og Bill Murray i Ghostbusters
- Matthew Broderick
- Phoebe Cates
- Tom Cruise
- Gerard Depardieu
- Matt Dillon
- Clint Eastwood
- Harrison Ford (som Indiana Jones)
- Michael J. Fox (Tilbage til fremtiden)
- Mel Gibson
- Paul Hogan (Crocodile Dundee)
- Michael Keaton (Batman)
- Eddie Murphy (Beverley Hills Cop)
- Jack Nicholson (Batman)
- Sean Penn
- Michelle Pfeiffer
- Molly Ringwald
- Meg Ryan
- Arnold Schwarzenegger (Terminator)
- Charlie Sheen
- David Hasselhoff
- Sylvester Stallone (First Blood, Rambo: First Blood II)
- Patrick Swayze (Dirty Dancing)
- Sigourney Weaver
- Bruce Willis (Die Hard)

## Musikudøvere
- AC/DC
- Anne Linnet (Jeg Er Jo Lige Her, Time, Dag og Uge)
- David Bowie
- Duran Duran
- Depeche Mode
- Elton John
- Eurythmics
- Fleetwood Mac
- Genesis / Phil Collins
- Gangway
- Journey
- Kim Larsen (Midt om natten, Forklædt som voksen, Yummi yummi, Kielgasten)
- Kim Wilde
- Kylie Minogue
- Laban
- Madonna
- Metallica
- Megadeth
- Michael Jackson
- Nanna
- New Order
- Nik Kershaw
- Iron Maiden
- The Police
- Queen / Freddie Mercury
- Rocazino
- Radiohead
- Stevie Wonder
- The Smiths
- Toto
- TV-2
- Twisted Sister (I wanna rock)
- Tøsedrengene
- U2
- Wham / George Michael
- Cliff Richard

## Sportsnavne
- Preben Elkjær, fodbold
- Wayne Gretzky, ishockey
- Earvin "Magic" Johnson, basketball
- Michael Jordan, basketball
- Sugar Ray Leonard, boksning
- Carl Lewis, atletik
- Michael Laudrup, fodbold
- Diego Maradona, fodbold
- Zico, fodbold
- Rudi Völler, fodbold
- Karl-Heinz Rummenigge, fodbold
- John McEnroe, tennis
- Martina Navrátilová, tennis
- Jack Nicklaus, golf
- Morten Olsen, fodbold
- Michel Platini, fodbold
- Alain Prost, formel 1
- Ian Rush, fodbold
- Mike Tyson, boksning
- Sepp Piontek